# Waffensystemunterstützungszentrum
Das Waffensystemunterstützungszentrum (WaSysUstgZ) war ein am 1. März 2002 in Landsberg am Lech aufgestellter Verband der Bundeswehr (Luftwaffe). Das Waffensystemunterstützungszentrum war dem Waffensystemkommando der Luftwaffe unterstellt und damit auf Regimentsebene angesiedelt. Es war organisatorisch den beiden Luftwaffeninstandhaltungsregimentern gleichzusetzen. Zusammen mit diesen wurde das Waffensystemunterstützungszentrum bei einem Appell am 12. Dezember 2012 zum Ende des Jahres 2012 aufgelöst. Gleichzeitig wurden die zwei neuen Waffensystemunterstützungszentren 1 und 2 neu aufgestellt.

## Geschichte
Das Waffensystemunterstützungszentrum ist aus dem bis 28. Februar 2002 bestehenden Luftwaffenversorgungsregiment 3 (LwVersRgt 3) hervorgegangen, das wie alle Luftwaffenversorgungsregimenter der Luftwaffe im Zuge der sogenannten Luftwaffenstruktur 5 aufgelöst wurde.
Während die den LwVersRgt unterstellten Depots weitestgehend an die Streitkräftebasis übergegangen sind, wurden die LwWerften den beiden Luftwaffeninstandhaltungsregimentern in Erding und Diepholz unterstellt und in Luftwaffeninstandhaltungsgruppe umbenannt oder aufgelöst. Die drei Programmierzentren der Luftwaffe und die verschiedenen Typenbegleitmannschaften wurden dem Waffensystemunterstützungszentrum unterstellt. Dazu kamen auch die im Rahmen der Einführung neuer fliegender Waffensysteme aufgestellten Kooperationen mit der Industrie im Bereich Software- bzw. System-Pflege und -Änderung, die Systemunterstützungszentren (SysUstgZ).
Im Zuge der Einnahme der Luftwaffenstruktur 6 und einer Anpassung der Einsatzlogistik wurde auch beim Waffensystemunterstützungszentrum eine organisatorische Veränderung umgesetzt. Das Programmierzentrum der Luftwaffe für das Führungsinformationssystem der Luftwaffe in Birkenfeld und das Programmierzentrum der Luftwaffe für Luftverteidigung (ProgZ LV) in Erndtebrück wurden zum 31. Dezember 2008 aufgelöst und in dem zum 1. Januar 2009 neu aufgestellten Systemunterstützungszentrum für die Führungsdienste der Luftwaffe in Erndtebrück zusammengelegt.
Bereits im März 2007 endete auch die Geschichte des Programmierzentrums der Luftwaffe für fliegende Waffensysteme (ProgZ FlgWaSys) durch die Zusammenlegung der Kooperation zwischen Luftwaffe und EADS im Bereich Eurofighter, dem Systemunterstützungszentrum Eurofighter in Manching, und des Anteils Panavia Tornado des ProgZ FlgWaSys zum Systemunterstützungszentrum Kampfflugzeuge in Manching. Damit wurde die Software-Pflege und -Änderung sowie die Systempflege und Systembetreuung von Eurofighter und Tornado in einem kooperativen Modell zusammengefasst.
Im Zuge der weiteren Bundeswehr-Reform wurde das Waffensystemunterstützungszentrum am Standort Landsberg am Lech zusammen mit den beiden Luftwaffeninstandhaltungsregimentern zum Ende des Jahres 2012 aufgelöst. Zeitgleich wurden das neue Waffensystemunterstützungszentrum 1 am Standort Erding mit Zielstandort Manching, sowie das Waffensystemunterstützungszentrum 2 in Diepholz mit Zielstandort Holzdorf/Schönewalde aufgestellt, welche die Aufgaben in der Einsatzlogistik übernehmen werden.

## Auftrag
Der Auftrag des Waffensystemunterstützungszentrum bestand darin, einen maßgeblichen Beitrag zur Herstellung der Einsatzreife und zum Erhalt der Einsatzfähigkeit von Waffensystemen der Bundeswehr zu leisten. Das WaSysUstgZ war dabei Dienstleister für den Rüstungsbereich bei der Einführung von Waffensystemen genauso wie für die Einsatzlogistik bei der Nutzung der Systeme. Der Verband gewährleistete damit eine durchgängige Entwicklungsbegleitung, Einführungsunterstützung und Betreuung in der Nutzung.

## Unterstellte Dienststellen
Dem Waffensystemunterstützungszentrum waren zuletzt folgende Einheiten unterstellt:
- Systemunterstützungszentrum (SysUstgZ) Kampfflugzeuge
- Systemunterstützungszentrum (SysUstgZ) NH90/Tiger
- Systemunterstützungszentrum für die Führungsdienste der Luftwaffe (SysUstgZ FüDstLw)
- Projektunterstützungsteam Flugabwehrraketensysteme PATRIOT/MEADS
- Typenbegleitmannschaft (TBM) NH 90
- Typenbegleitmannschaft (TBM) Eurofighter
- Dienstältester Deutscher Offizier beim International Integrated Logistic Support (ILS) Field Team A400M (DDO/DtA IIFT A400M)
- Stabszug WaSysUstgZ